# Universidade Estadual da Pensilvânia

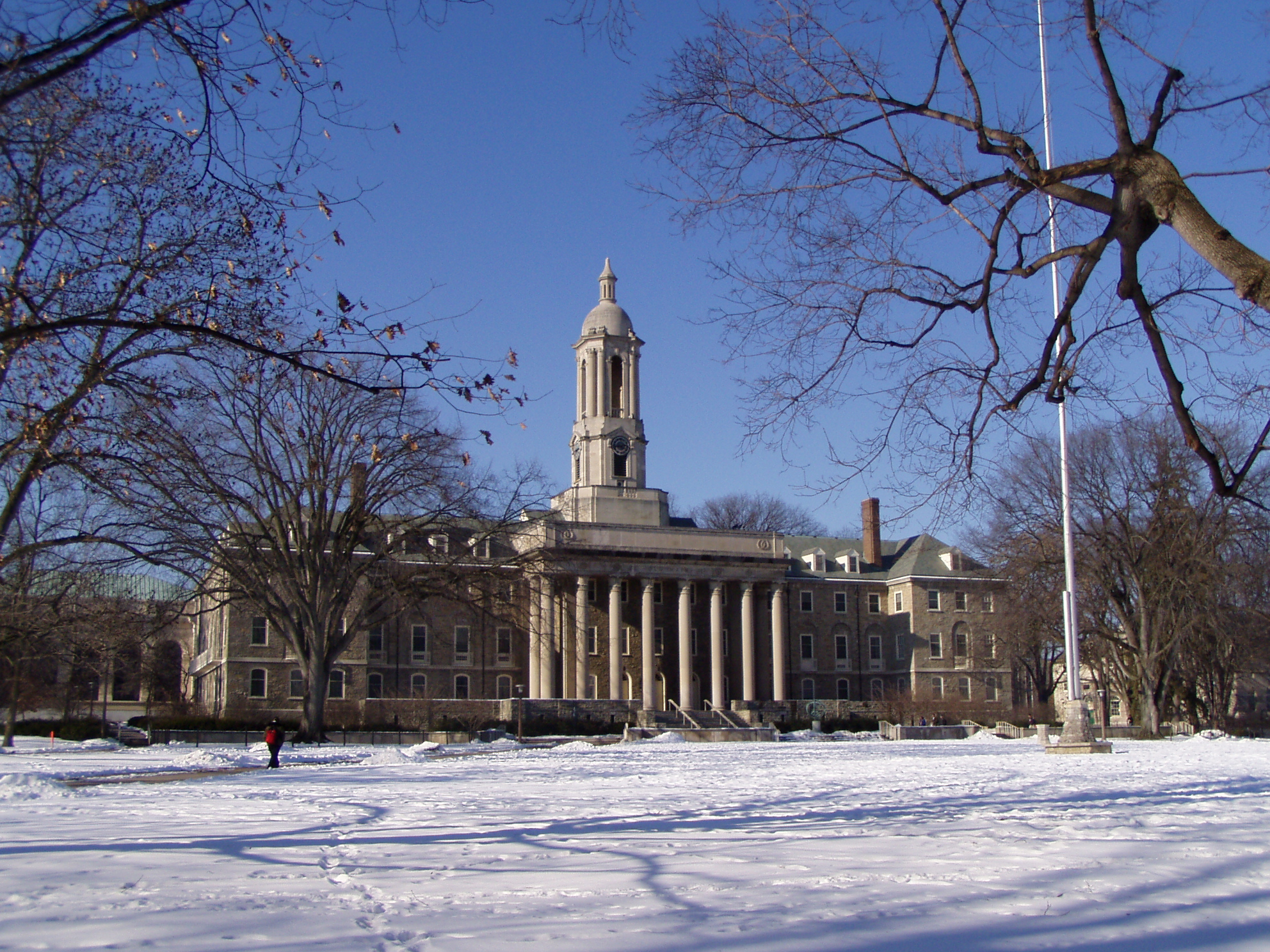
O edifício central e administrativo da universidade, Old Main.

A Universidade Estadual da Pensilvânia (Pennsylvania State University ou mais comumente, Penn State, em inglês) é uma universidade pública estadual de pesquisa e ensino localizada na Pensilvânia, Estados Unidos. Fundada em 1855, tem mais de 80 000 estudantes em 24 localizações por todo o estado, mas o maior campus se encontra em State College, uma cidade pequena no centro do estado.  Foi fundada em 1855 como uma escola de agricultura, mas agora estudantes podem escolher entre 160 especializações.
A universidade é conhecida por seus programas de engenharia (especialmente engenharia industrial e engenharia nuclear, sendo essa uma das 10 melhores escolas de pós-graduação dos Estados Unidos), negócios, geografia e meteorologia.